# E5K型电力机车
E5K型“叶尔马克”电力机车（俄語：Э5К）是俄罗斯的新型干线电力机车车型系列之一，适用于供电制式为25千伏工频单相交流电的电气化铁路，由诺沃切尔卡斯克电力机车厂设计制造，该型机车是以在16世纪探索西伯利亚而闻名的哥萨克首领葉爾馬克·齊莫菲葉維奇来命名。
俄罗斯铁路股份公司成立后，为满足营运需要，开始实施设计和研制新型机车的计划。2004年，诺沃切尔卡斯克电力机车厂成功研制了双节八轴的2ES5K型电力机车，计划用于俄罗斯国内交流电气化铁路上，替代日渐老化的VL60、VL80系列电力机车，机车持续功率为6120千瓦，最高运行速度为110公里/小时，并装有微机控制系统、再生制动系统和现代化的安全系统。在2ES5K型电力机车基础上，诺沃切尔卡斯克电力机车厂又研制了单节四轴的E5K型电力机车、三节十二轴的3ES5K型电力机车，以满足不同的需要。

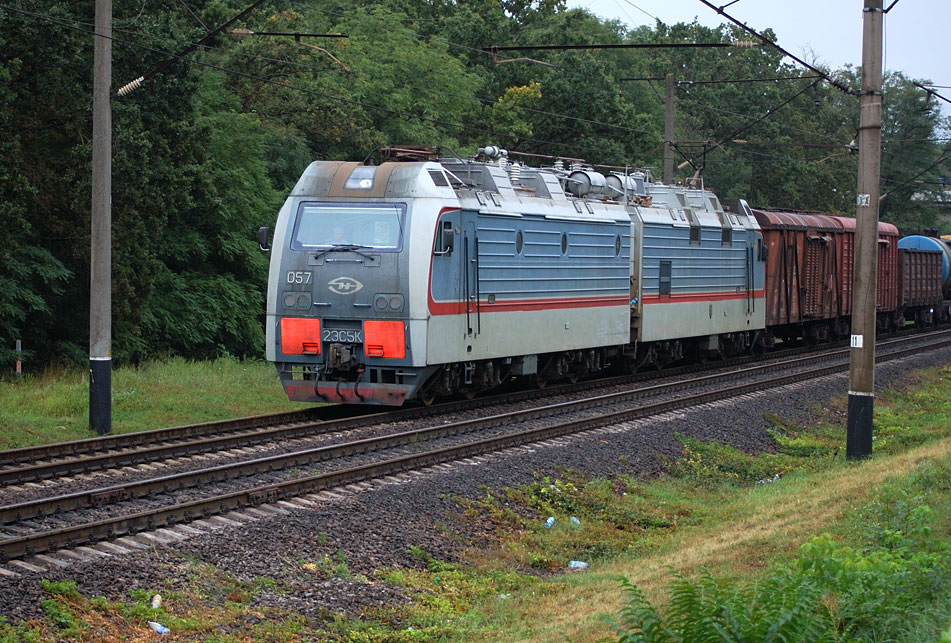
2ES5K型057号机车
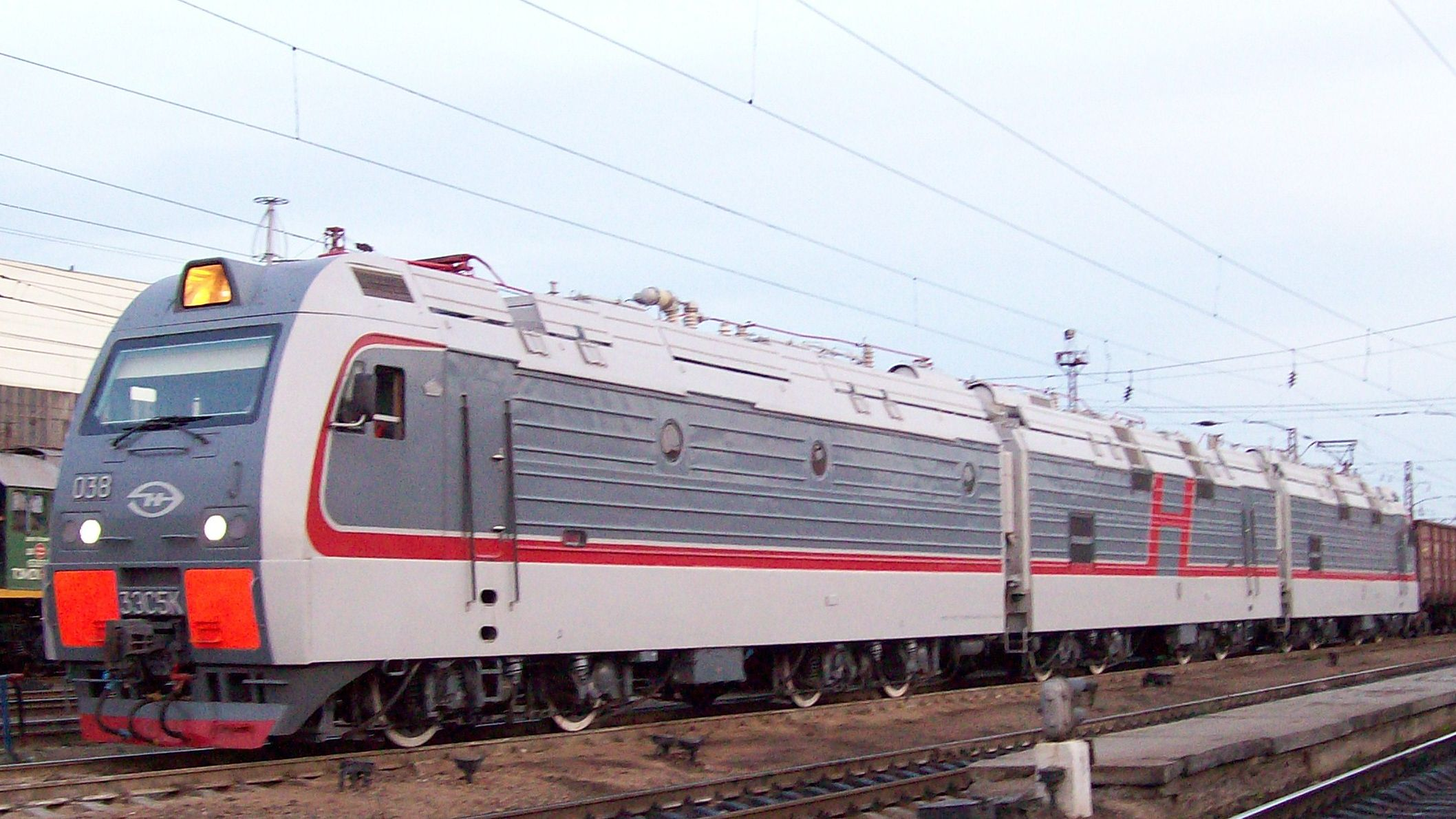
3ES5K型038号机车

## 参看
- VL85型电力机车
- EP1型电力机车